# Holdenby House

Holdenby House est une maison de campagne située dans le Northamptonshire, quelquefois prononcée et écrite Holmby. Elle est située dans la paroisse d'Holdenby, six miles au nord-ouest de Northampton et tout près d'Althorp.
C'est une résidence privée dont les jardins sont ouverts au public et qui possède une fauconnerie. La maison elle-même est ouverte au public quelques jours dans l'année.

## Histoire

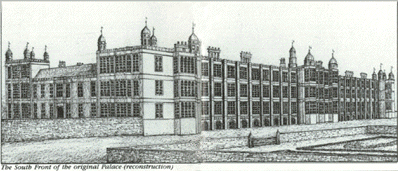
le palais au XVIIe siècle, avant sa destruction

La maison est achevée en 1583 par l'élisabéthain Christopher Hatton, Lord Chancelier. Après son achèvement, il refuse d'y dormir tant que la reine Élisabeth n'y aurait pas passé une nuit. Cette maison était en fait un des plus grands palais de la période Tudor, rivalisant par sa taille avec Audley End House et Theobalds House. Elle faisait environ 7,300 m², bien que cette grande taille soit probablement due aux deux grandes cours autour desquelles elle a été construite. Les façades étaient symétriques, comportaient un grand nombre de fenêtres et des arcades doriques, annonçant l'arrivée d'un nouveau style venant d'Italie : la Renaissance. Le coût des travaux de la demeure ruina Hatton, qui mourut quelques années plus tard (1591).
En 1607, le manoir est racheté par le successeur d'Élizabeth : Jacques Ier.
En février 1647, lors de la première guerre civile anglaise, Charles Ier est amené à Holdenby par les Écossais et remis au Long Parlement. Il y reste prisonnier jusqu'en juin 1647, date à laquelle George Joyce l'amène à Newmarket au nom de la New Model Army. Le parlement vend plus tard la maison à Adam Baynes, qui la fait presque entièrement démolir, à l'exception d'une aile.
En 1709, Holdenby est racheté par les Marlborough, qui la cèdent à leur tour à la famille Clifden, dont les descendants occupent toujours les lieux. La famille fait construire, en deux étapes, d'abord entre 1873 et 1875 puis entre 1880 et 1888, une nouvelle maison incorporant les restes de l'ancienne demeure. Cette nouvelle maison fait environ un seizième de la précédente et a été dessinée par Richard Carpenter.
Tous ce qu'il reste aujourd'hui de l'ancienne maison d'Hatton ce sont deux voûtes et l'aile des cuisines.